# Cunha (Sernancelhe)
Cunha is een plaats (freguesia) in de Portugese gemeente Sernancelhe en telt 351 inwoners (2001).